# Panzerotto

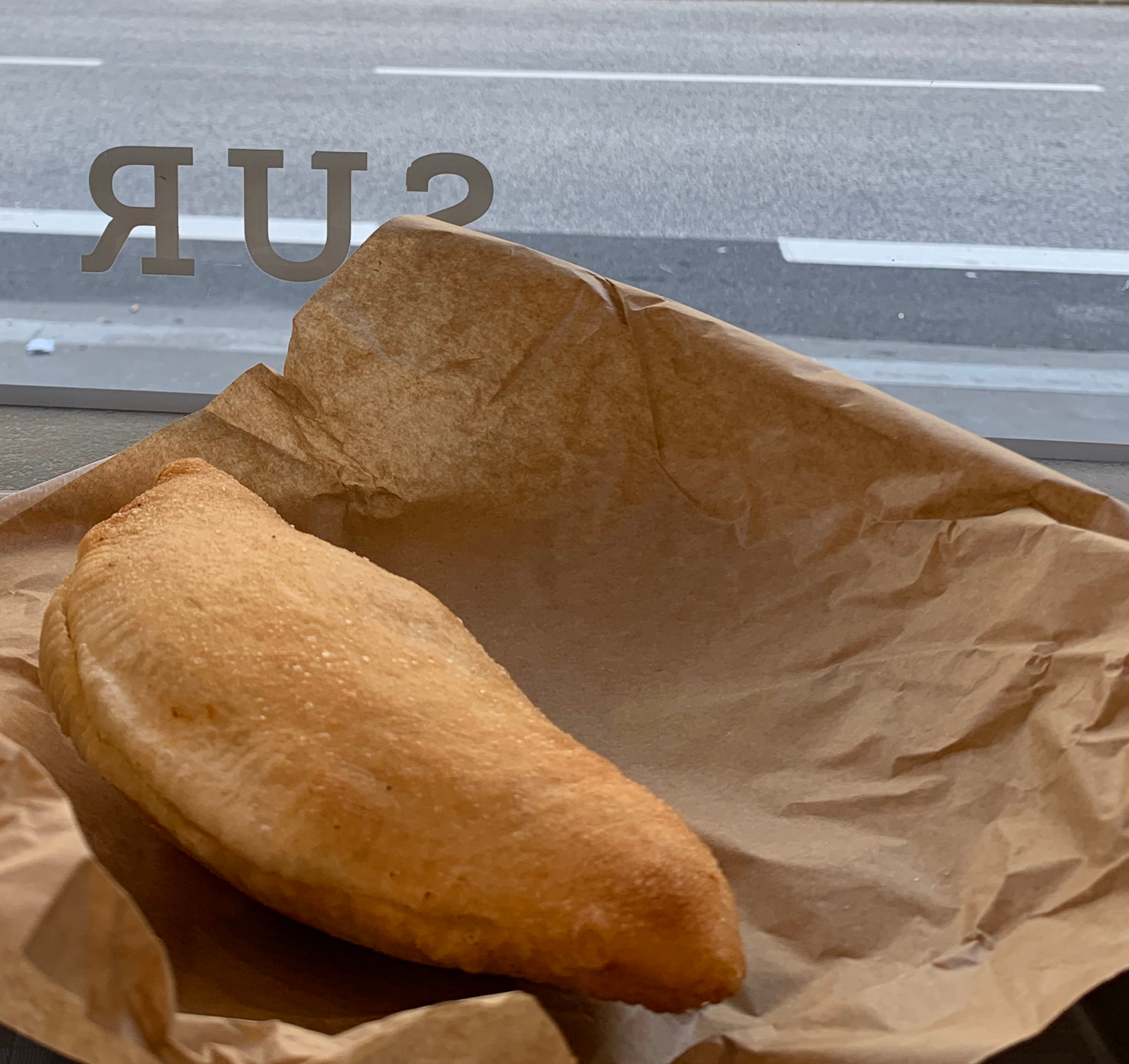
Panzerotto

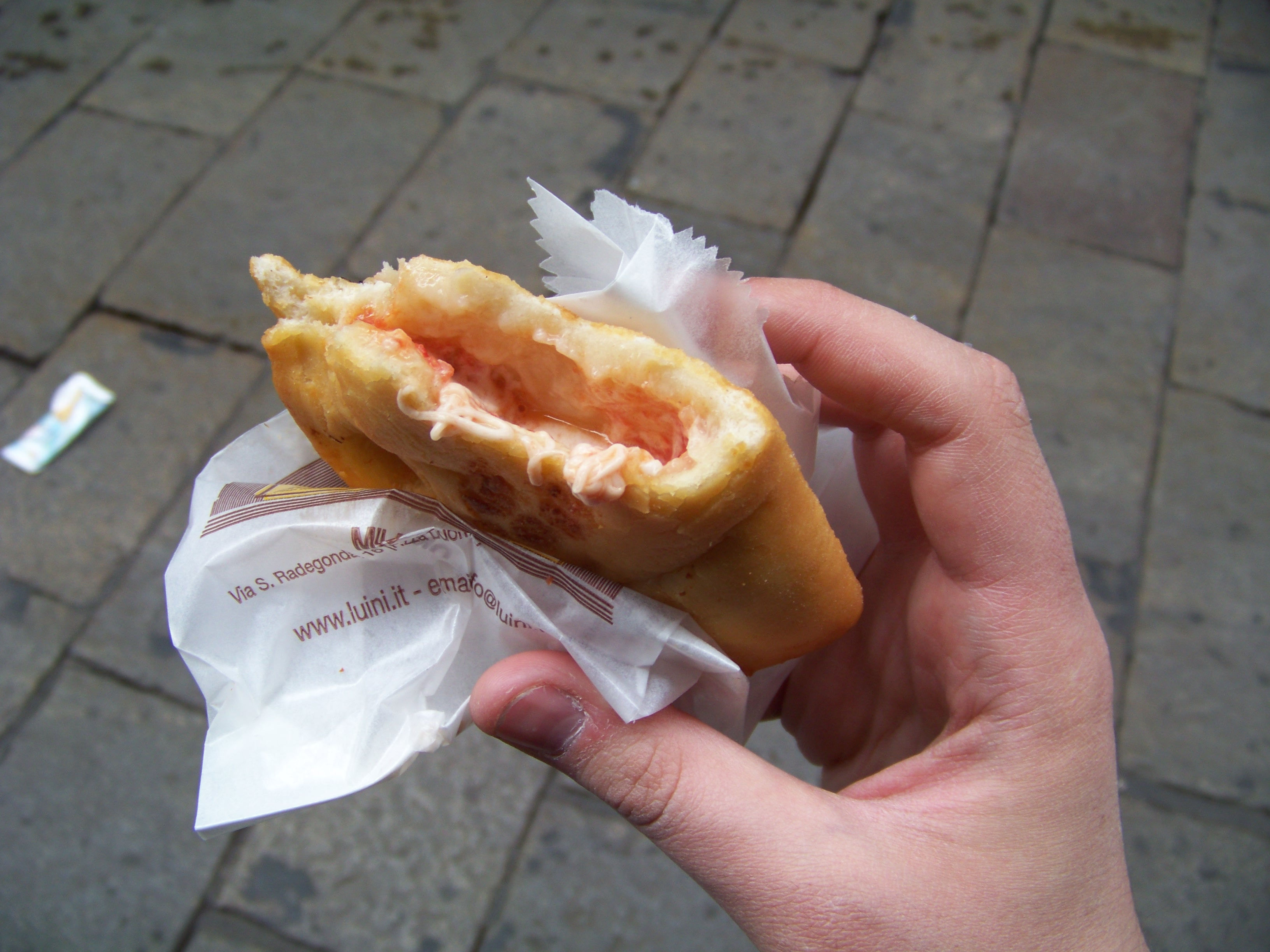
Panzerotto

Ein Panzerotto oder Panzarotto (von süditalienisch panza, italienisch pancia ‚Bauch‘; Mehrzahl: Panzerotti) ist ein gefülltes, halbmondförmiges Siedegebäck aus den süditalienischen Regionen Apulien und Kampanien. Teig und  Füllung variieren je nach Region. Es gibt Panzerotti mit herzhaften oder süßen Füllungen.

## Kampanien
In der Gegend um Neapel werden die panzerotti aus einem Teig mit Ei und Butter hergestellt, mit einer Mischung aus Ricotta, Eigelb, Schinkenwürfeln, gehackter Petersilie, Zimt und Pfeffer gefüllt, mit geschlagenem Eigelb bestrichen und in heißem Öl gebacken.

## Apulien
Die panzerotti aus der Gegend um Bari sind hausgemachte „Ravioli“, gefüllt mit geschlagenen Eiern, die mit Fleisch, Eiern und Käse (auch Mozzarella oder Ricotta forte), Zwiebeln, Tomaten und Sardellen vermischt werden, oder in verschiedenen Kombinationen der vorgenannten Zutaten; sie werden ausgebacken und heiß gegessen. Das Gericht ist auch in der neapolitanischen Küche verbreitet. Eine Variante sind die süßen, mit Marmelade gefüllten Panzerotti, die ausgebacken und mit Zucker und Zimt bestreut gegessen werden. Ein anderes Dessert sind die panzarotti con ceci, Ravioli gefüllt mit marmeladengesüßten pürierten Kichererbsen.

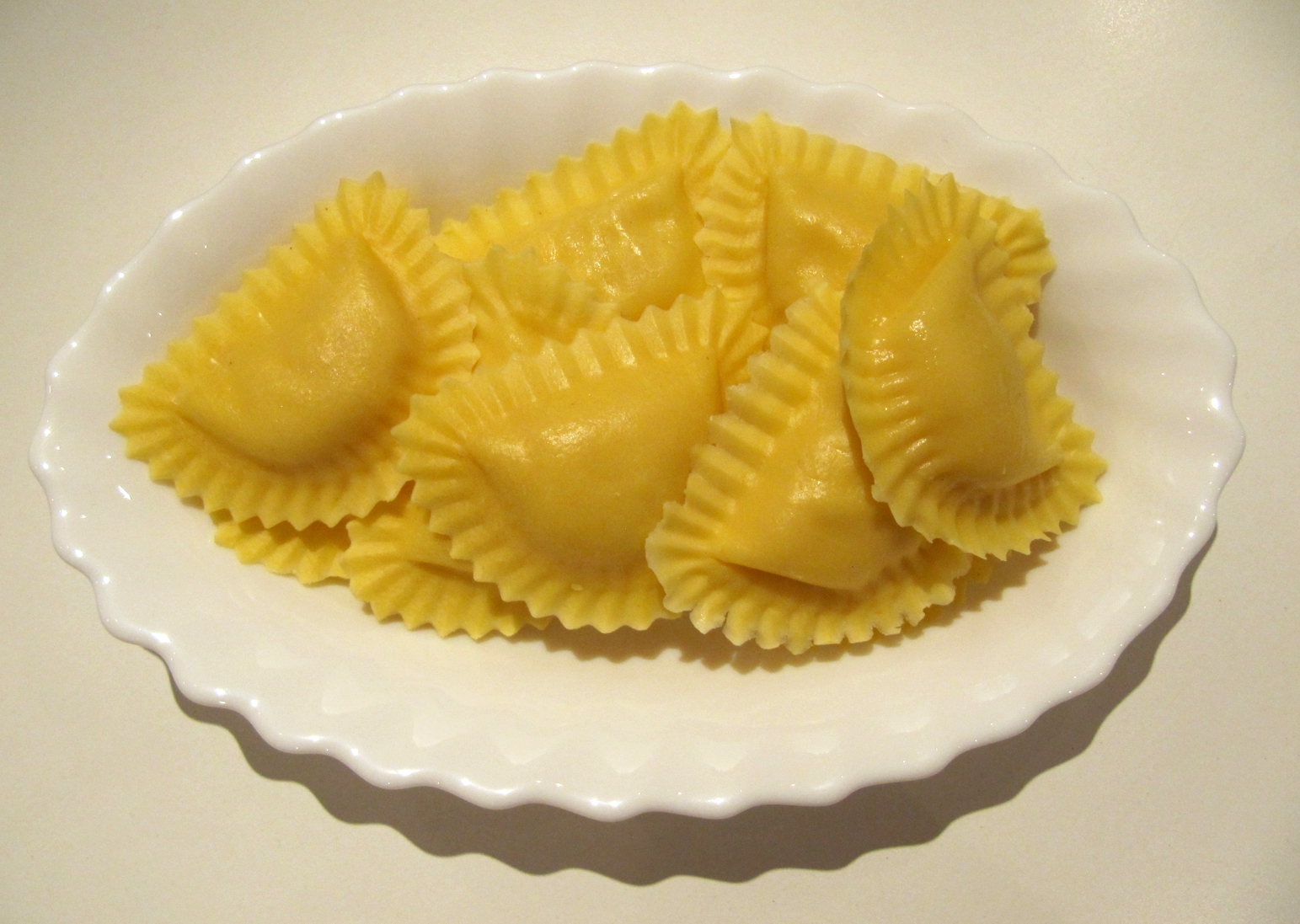
Frische Panzerotti
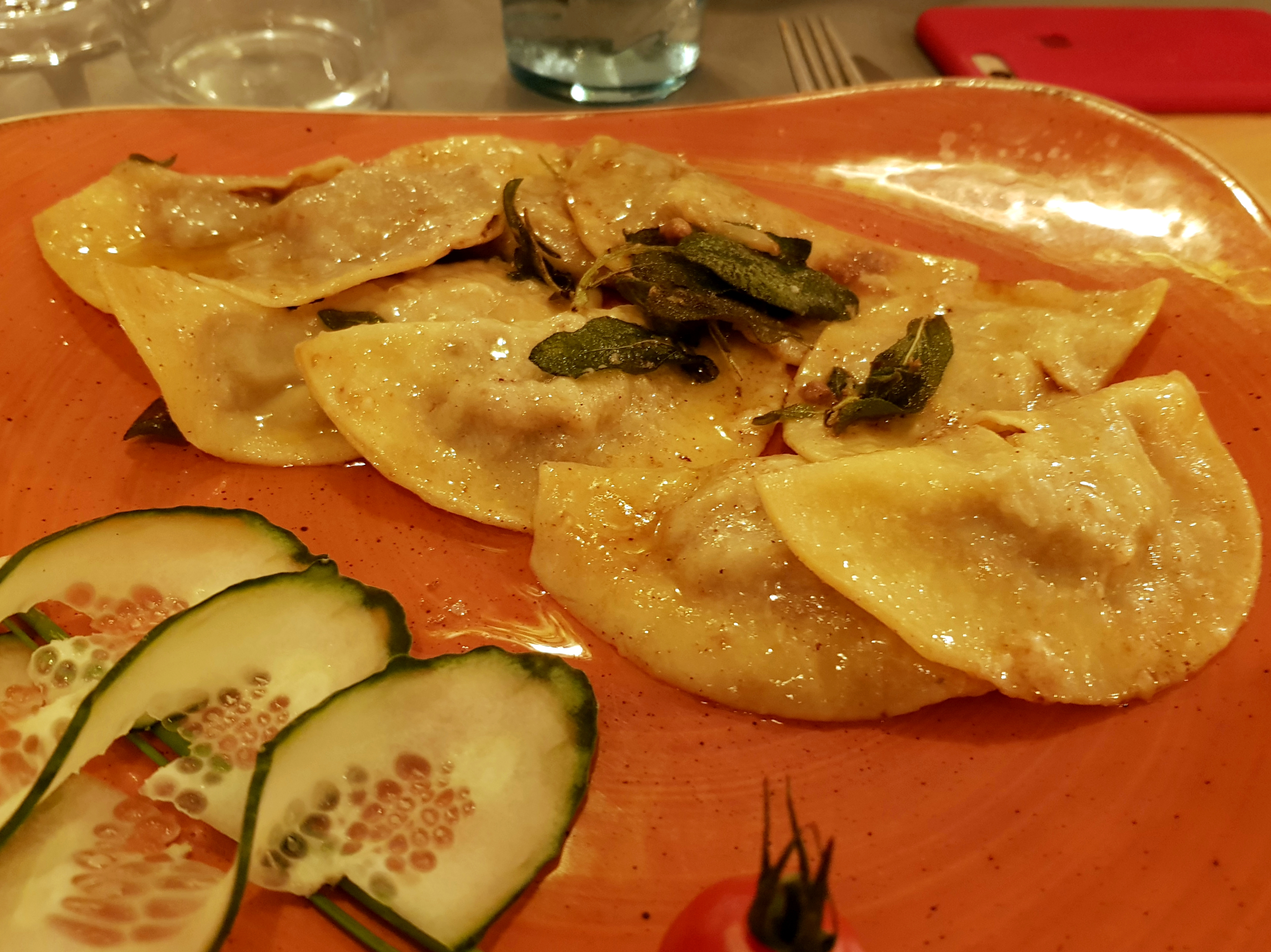
Panzerotti mit Butter und Salbeiblättern